# Jan Wålinder
Jan Lars Erik Wålinder, född 28 juli 1931 i Eskilstuna, död 26 april 2014 i Askims församling, Västra Götalands län, var en svensk psykiater.
Wålinder, som var son till civilingenjör Nils Wålinder och Judith Hallén, avlade studentexamen i Nyköping 1950, blev medicine kandidat vid Uppsala universitet 1952, medicine licentiat 1958, e.o. och ordinarie läkare på Ulleråkers sjukhus i Uppsala 1958, förste underläkare på Akademiska sjukhusets neurologiska klinik 1960, läkare vid kliniken för utbildning och forskning på Ulleråkers sjukhus från 1961 och var clinical assistent på Institute of Psychiatry, Maudsley Hospital, University of London 1961–1962.
År 1964, då Wålinders dåvarande chef, Hans Forssman, blev professor vid Göteborgs universitet och överläkare vid Sankt Jörgens sjukhus i Göteborg, överflyttade även Wålinder till detta sjukhus. Han blev medicine doktor vid Göteborgs universitet 1967 på avhandlingen Transsexualism: a study of forty-three cases, docent i psykiatri där samma år och överläkare på klinik II på Sankt Jörgens sjukhus 1974. Han var professor i psykiatri vid Linköpings universitet och överläkare på Regionsjukhuset i Linköping 1983–1999. Han blev chefsläkare 1990 och var prodekanus 1992–1996.